# OFC-elnök kupája
Az OFC-elnök kupája (angolul: OFC President's Cup) egy az OFC által szervezett labdarúgótorna klubcsapatok és válogatottak számára.
A tornát 2014-ben alapították és ebben az évben rendezték az első kiírást is, amit az Auckland City nyert meg.

## Eredmények
| 2014 Részletek | Auckland | Auckland City | 2–1 | Amicale | Busaiteen | 3–0 | Szingapúr |